# Shanthi Maargam - på rette vej
|  | Denne artikel er oprettet af botten Steenthbot ud fra en ekstern database. Den kan derfor have sproglige fejl eller mangler. Denne skabelon kan fjernes efter kontrol af indholdet. |

Shanthi Maargam - på rette vej er en dansk dokumentarfilm fra 2017 instrueret af Vanetha Thiva Brodersen og Mikkel Thiva Brodersen.